# Korolove, Lenine
Korolove (în ucraineană Корольове) este un sat în comuna Krasnohirka din raionul Lenine, Republica Autonomă Crimeea, Ucraina.

## Demografie
Componența lingvistică a localității Korolove
     Tătară crimeeană (50,4%)
     Rusă (39,2%)
     Ucraineană (7,2%)
     Alte limbi (0,8%)
Conform recensământului din 2001, majoritatea populației localității Korolove era vorbitoare de tătară crimeeană (50,4%), existând în minoritate și vorbitori de rusă (39,2%) și ucraineană (7,2%).